# Novosigmella
Novosigmella es un género de foraminífero bentónico de la subfamilia Sigmoilinitinae, de la familia Hauerinidae, de la superfamilia Milioloidea, del suborden Miliolina y del orden Miliolida. Su especie tipo es Sigmoilina edwardsi. Su rango cronoestratigráfico abarca desde el Oligoceno hasta la Actualidad.

## Discusión
Novosigmella ha sido propuesto como sustituto de Sigmella, que ha sido considerado homónimo posterior del insecto Sigmella Hebard, 1940.

## Clasificación
Novosigmella incluye a la siguiente especie:
- Novosigmella edwardsi